# استقلال از گزینه‌های نامربوط
استقلال از گزینه‌های نامربوط (به انگلیسی: independence of irrelevant alternatives (IIA)) از معیارهای انتخاباتی است که ریاضی‌دانان با کمک آن‌ها نظام‌های انتخاباتی را ارزیابی می‌کنند. یک نظام انتخاباتی مستقل از گزینه‌های نامربوط است اگر شرط زیر برای هر دو نامزد x و y برقرار باشد: هرگاه x برنده (یا یکی از برندگان) انتخابات باشد ولی y نباشد، و یک یا چند رأی‌دهنده رتبه‌بندی برگه‌های رأیشان را تغییر دهند ولی هیچ‌کس نظرش راجع به ارجحیت x به y یا y به x را تغییر ندهد، آنگاه y نباید برنده (یا یکی از برندگان) جدید انتخابات شود. شهود پشت معیار استقلال از گزینه‌های نامربوط آن است که اگر ترتیب ترجیحات در یک برگهٔ رأی عوض شود ولی جایگاه نسبی x و y نسبت به یکدیگر تغییر نکند، می‌توان ترتیب جدید برگهٔ رأی را ناشی از بالا و پایین کردن گزینه‌هایی (نامزدانی) جز x و y دانست. تغییر اولویت سایر گزینه‌ها نباید به ارجیحت x به y یا y به x ربطی داشته باشد.
البته اگر x برنده و y بازنده بوده باشند، و رأی‌دهندگانْ اولویتِ نامزد z را بالا و پایین ببرند، نمی‌توان انتظار داشت که x همچنان برنده باقی بماند. چون ممکن است همهٔ رأی‌دهندگان، نامزد z را به اولویت اول برگهٔ رأیشان منتقل کرده باشند. معیار استقلال از گزینه‌های نامربوط فقط می‌گوید که y باید بازنده باقی بماند.
شمارش بوردا، رأی بدیل، و روش باکلین این معیار را برآورده نمی‌کنند. رأی‌گیری امتیازی این معیار را احراز می‌کند.